# Salmophasia acinaces
Salmophasia acinaces és una espècie de peix cipriniforme de la família dels ciprínids.